# Jubel
Singles de Klingande
Punga
(2013) RIVA (Restart the Game)
(2015)
Jubel est un single du groupe français Klingande sorti en 2013.

## Classements
| Classement (2013–14)                    | Meilleure position |
| --------------------------------------- | ------------------ |
| Allemagne (Media Control AG)            | 1                  |
| Australie (ARIA)                        | 3                  |
| Autriche (Ö3 Austria Top 40)            | 1                  |
| Belgique (Flandre Ultratop 50 Singles)  | 1                  |
| Belgique (Wallonie Ultratop 50 Singles) | 2                  |
| Danemark (Tracklisten)                  | 8                  |
| Écosse (OCC)                            | 3                  |
| Espagne (PROMUSICAE)                    | 9                  |
| Finlande (Suomen virallinen lista)      | 5                  |
| France (SNEP)                           | 5                  |
| Hongrie (Rádiós Top 40)                 | 24                 |
| Hongrie (Single Top 40)                 | 4                  |
| Irlande (IRMA)                          | 3                  |
| Italie (FIMI)                           | 1                  |
| Norvège (VG-lista)                      | 2                  |
| Pays-Bas (Nederlandse Top 40)           | 9                  |
| Pologne (ZPAV)                          | 1                  |
| Pologne (Dance Top 50)                  | 11                 |
| Slovaquie (IFPI Rádio)                  | 1                  |
| Suède (Sverigetopplistan)               | 3                  |
| Suisse (Schweizer Hitparade)            | 1                  |
| Tchéquie (IFPI Rádio)                   | 1                  |
| Royaume-Uni (UK Dance Chart)            | 2                  |
| Royaume-Uni (UK Singles Chart)          | 3                  |